# موقع إكسبو 2020
موقع إكسبو 2020، هو منطقة واقعة في دبي الجنوب جنوب شرق مدينة دبي. يحتضن الموقع فعاليات معرض إكسبو 2020 دبي، وتعد كل من ساحة الوصل وقبة الوصل من أشهر معالمه.

## الموقع
يمتد الموقع على مساحة 438 هكتار في منطقة دبي الجنوب، في الطرف الجنوبي الغربي لإمارة دبي. وهو يتميز بموقعه الإستراتيجي على مسافة واحدة بين مدينتي دبي وأبو ظبي، وقربه من مطار آل مكتوم الدولي، وميناء جبل علي، ثالث أكثر الموانئ نشاطًا في العالم.

## روابط خارجية
الموقع الرسمي ل إكسبو 2020